# Golconda (Vampiro: la mascarada)
La Golconda es un término perteneciente al juego de rol Vampiro: la mascarada, producido por White Wolf.
Este es el medio de salvación que muchos vampiros buscan, y pocos alcanzan. Esta es la dominación sobre la Bestia, la aceptación de uno mismo y la humanidad. 
Para alcanzar este estado el vampiro debe alcanzar un estado de pureza y bondad en el alma que pocos vampiros son capaces de lograr y mantener (Humanidad 10 en términos de juego). Aparte de eso una iniciación por otro personaje que haya llegado a la Golconda que le guiará por el camino.
Se dice que este es el objetivo de los vampiros del Inconnu, y que algunos lo han logrado.
Los supuestos beneficios que da la Golconda son o la aceptación de la naturaleza vampírica por lo que el personaje dejaría de necesitar beber sangre, sus disciplinas podrían llegar a nv10 (aunque la generación no le diera para llegar), sería inmune al frenesí y al Rötschreck e incluso algunos rumorean que no estaría maldito a la luz del sol. También se dice que hay otro camino que es el de volver a ser humano y aceptar su mortalidad.
- Datos: Q2509694